# Pedaria humana
Pedaria humana là một loài bọ cánh cứng trong họ Bọ hung (Scarabaeidae).